# Genlisea roraimensis
|  | Dieser Artikel wurde aufgrund von formalen oder inhaltlichen Mängeln in der Qualitätssicherung Biologie zur Verbesserung eingetragen. Dies geschieht, um die Qualität der Biologie-Artikel auf ein akzeptables Niveau zu bringen. Bitte hilf mit, diesen Artikel zu verbessern! Artikel, die nicht signifikant verbessert werden, können gegebenenfalls gelöscht werden. Lies dazu auch die näheren Informationen in den Mindestanforderungen an Biologie-Artikel. |

Genlisea roraimensis ist eine Pflanzenart aus der Gattung der Reusenfallen (Genlisea) innerhalb der Wasserschlauchgewächse (Lentibulariaceae). Diese fleischfressende Pflanze gedeiht auf Tepuis in Brasilien, Guyana und Venezuela.

## Beschreibung
Genlisea roraimensis ist im Vergleich mit anderen Genlisea-Arten relativ klein. Die dunkelgrünen Blätter sind spatelförmig. Der kurze Blütenstiel ist drüsig behaart. Die winzigen Blüten sind gelb. Der Sporn ist kürzer als die Unterlippe der Blütenkrone, wodurch sie sich von den anderen gelb blühenden Genlisea-Arten aus Südamerika unterscheidet.

## Verbreitung
Diese südamerikanische Art findet man in Brasilien, Guyana und Venezuela. Sie wächst in sehr hohen Lagen der Tepuis (Roraima, Kukenan Tepui, Cerro Marahuaka).

## Taxonomie
Die Erstbeschreibung von Genlisea roraimensis erfolgte 1901 durch Nicholas Edward Brown.